# Bhirkot
Bhirkot (Nepali भीरकोट) ist eine Stadt (Munizipalität) im Distrikt Syangja in der Provinz Gandaki in Nepal.
Bhirkot liegt im Tal des Aadhi Khola am Siddhartha Rajmarg zwischen Waling im Süden und Putalibazar im Norden.
Die Stadt ging im September 2015 aus der Verschmelzung der Village Development Committee (VDCs) Banethok Deurali, Darsing Dahathum, Dhapuk Simal Bhanjyang und Khilung Deurali hervor.
Die Stadtverwaltung befindet sich in Bayarghari Bazaar im früheren VDC Darsing Dahathum. Das Stadtgebiet umfasst 34 km².

## Einwohner
Bei der Volkszählung 2011 hatten die VDCs, aus welchen die Stadt Bhirkot entstand, 18.134 Einwohner.